# Варзина
Варзина (кильд. саам. А̄рьсъёгк) — река на севере европейской части России. Протекает по территории Ловозерского района Мурманской области. Длина реки — 32  км, площадь водосборного бассейна — 1450 км².
Исток реки расположен на выходе из озера Ёнозеро. Река порожиста в среднем и нижнем течении. Питание в основном снеговое и дождевое. Протекает по каньону. Впадает в губу Варзина, залива Западный Нокуевский Баренцева моря. Крупнейшие притоки Пухталквай и Пенка.
В настоящее время населённых пунктов на реке нет, ранее в устье располагалось село Варзино. В губе Варзины, которую она образует с Баренцевым морем, в 1554 году остался на зимовку и погиб при загадочных обстоятельствах английский мореплаватель сэр Хью Уиллоби.